# Billionaire Boys Club (club)
Pour les articles homonymes, voir Billionaire Boys Club (homonymie).
Le Billionaire Boys Club (BBC) est un club d'investissement organisé par Joseph Henry Gamsky (également connu sous le nom de "Joe Hunt"), dans le sud de la Californie en 1983. Il était initialement simplement appelé "BBC", correspondant aux initiales d'un restaurant nommé Bombay Bicycle Club, fréquenté par Hunt dans son enfance à Chicago.
Le Club était en réalité une pyramide de Ponzi. L'argent versé par les nouveaux investisseurs était distribué aux premiers membres de l'association. Quand les investisseurs se sont raréfiés et que le système n'était plus viable, Hunt et d'autres membres du club se sont tournés vers le grand banditisme, entraînant la mort d'au moins deux personnes.
Le club attire les fils de familles riches de la Harvard School for Boys (aujourd'hui Harvard-Westlake) dans la région de Los Angeles en leur promettant un enrichissement rapide. L'organisation étant composée de jeunes garçons inexpérimentés issus de familles aisées, le nom de l'organisation fut pris pour l'acronyme de "Billionaire Boys Club". Au cours de ses années de lycée, Gamsky et son frère étaient élevés membres (profil de l'équipe de débat Harvard School). Cependant, Gamsky a été jeté hors de l'Institut débat USC été en 1975 après avoir admis qu'il avait fabriqué des preuves.[pas clair]
L'histoire de BBC a été porté à l'écran en mini-série en 1987, puis en film par James Cox en 2018. En 2008, Joe Hunt a publié le livre Dharma blue, qui reprend ces faits. La neuvième cour d'appel des États-Unis accepté d'entendre son appel le 1er Juillet 2014.

## Crime
Le Club était organisé selon un schéma de Ponzi : l'argent versé par les nouveaux investisseurs était distribué aux membres du club. Lorsque les fonds ont tourné court en 1984, Hunt et d'autres membres du club ont commencé a commettre des crimes, assassinant au moins deux personnes.
Quand les autorités ont commencé à enquêter sur les meurtres, Dean Karny, second chef du club et meilleur ami de Joe Hunt, témoigna contre ses associés en échange d'une immunité. Joe Hunt et le chef de la sécurité du club, Jim Pittman, ont été accusés de l'assassinat de Ron Levin, qui aurait escroqué le BBC de plus de quatre millions de dollars. Joe Hunt, Jim Pittman, ainsi que les autres membres du club Arben Dosti et Reza Eslaminia ont été accusés de l'assassinat de Hedayat Eslaminia, le père de Reza, dans le but de faire main basse sur sa fortune, qui était estimée à 35 millions de dollars.
Pour l'assassinat de Ron Levin, Joe Hunt a été condamné en 1987 à la prison à vie sans possibilité de libération conditionnelle. Jim Pittman a eu deux procès, à la fin desquels il a plaidé coupable et finalement été condamné à 3 ans et demi de prison. Après sa libération, il a admis dans une interview avoir participé à l'assassinat, sachant qu'il ne pouvait pas être rejugé. 
Pour le meurtre de Hedayat Eslaminia, son fils Reza Eslaminia et Arben Dosti ont été reconnus coupables et condamnés à la réclusion à perpétuité sans libération conditionnelle. Durant ce procès, Joe Hunt a pris sa propre défense et soutenu que le témoin du nom de Karny était l'assassin de Hedayat Eslaminia. Le jury a finalement voté à huit voix contre quatre pour son acquittement. Joe Hunt est la seule personne dans l'histoire judiciaire de la Californie à s'être présentée sans avocat pour une affaire d'assassinat n'ayant pas été finalement condamné à la peine de mort. 
Arben Dosti et Reza Eslaminia ont par la suite été libérés. Hunt est resté en prison pour l'assassinat de Levin, mais a maintenu son innocence.

## Allégations sur la mort effective de Ron Levin
Plusieurs témoins ont affirmé avoir vu Ron Levin en 1986 et 1987 en Grèce, à Beverly Hills et à Los Angeles. Sur la base de ces déclarations, Joe Hunt a cherché à prouver son innocence et à obtenir un nouveau procès.  
Son appel a été refusé le 12 juillet 1996. Après des essais infructueux en 2004 et en septembre 2008, la neuvième cour d'appel des États-Unis accepté d'entendre son appel le 1er Juillet 2014. 

## Dans la culture populaire
En 1987, NBC a diffusé une mini-série basée sur l'histoire du Billionaire Boys Club, avec Judd Nelson (Joe Hunt), Brian McNamara (Dean Karny) et Ron Silver (Ron Levin). 
Le 17 juillet 2002, TruTV a diffusé un épisode de Power, Privilege et Justice de Dominick Dunne intitulé Billionaire Boys Club, présenté par l'auteur Dominick Dunne, qui résume les événements entourant le « club » et l'enlèvement, les meurtres et les essais.
Un long métrage réalisé James Cox et intitulé Billionaire Boys Club, avec Ansel Elgort, Taron Egerton, Emma Roberts, Judd Nelson, Carey Elwes et Kevin Spacey, est sorti en 2018.